# Chun Gwong Cha Sit
Chun Gwong Cha Sit (春光乍洩, Chūnguāng Zhà Xiè; título no Brasil: Felizes Juntos) é um filme honconguês, do gênero drama, dirigido por Wong Kar-Wai e lançado em 1997.
Estrelado pelos atores Tony Leung Chiu-Wai e Leslie Cheung, o filme é livremente inspirado no romance "The Buenos Aires Affair", do escritor argentino Manuel Puig.
O título original em chinês (literalmente súbito brilhar da primavera) é uma expressão idiomática que sugere exposição a algo indecente, sensual, enquanto que o título em inglês é inspirado na canção Happy Together, do grupo The Turtles, que foi regravada por Danny Chung para trilha sonora do filme.
Pelo trabalho, Wong Kar-Wai recebeu o prêmio de melhor diretor do Festival de Cinema de Cannes de 1997.

## Sinopse
A trama é centrada na conturbada relação afetiva entre dois homens, Lai Yiu-fai (Tony Leung Chiu-Wai) e Ho Po-Wing (Leslie Cheung), que viajam de Hong Kong a Buenos Aires à procura das Cataratas do Iguaçu e de renovar o relacionamento. Eles se perdem no caminho e a relação desmorona aos poucos. Os dois homens são muito diferentes em seus traços de caráter. Enquanto Lai é introvertido e age de forma mais responsável, Ho é impulsivo e extravagante e não consegue se manter dentro de uma relação monogâmica e começa a se relacionar com outros homens.

## Premiação
- 1997 - Festival de Cinema de Cannes (melhor diretor: Wong Kar Wai)
- 1997 - Festival Cavalo de Ouro de Taiwan (melhor fotografia: Christopher Doyle)
- 1998 - Festival Internacional de Cinema do Arizona (prêmio do público para filme estrangeiro)
- 1998 - Festival de Cinema de Hong Kong (melhor ator: Tony Leung Chiu-Wai)